# Wojcieszów
Wojcieszów (německy Kauffung) je město na jihozápadě Polska v Dolnoslezském vojvodství v okrese Złotoryja, asi 15 km na severovýchod od Jelení Hory. Administrativně se město dělí na Wojcieszów Dolní a Horní. V roce 2023 zde žilo 3 470 obyvatel.

## Popis
Zastavěná část má podlouhlý charakter orientovaný od severu k jihu, středem obce prochází hlavní silnice číslo 328 spojující Wojcieszów s Kaczorówem na jihu a Starou Kraśnicou na severu. Nachází se v údolí mezi Kačavskými horami a středem obce protéká od severu k jihu řeka Kačava. Okolní kopce, které dosahují nad 600 metrů nad mořem spadají také pod katastr města. Nacházejí se zde tři kostely, hřbitov a fotbalové hřiště. Prochází tudy nepoužívaná[zdroj?] železnice.

## Historie
První zmínka o městě pochází z roku 1268. K roku 1367 je prvně zmiňován strážní hrad obklopený kamennými hradbami. Za husitských válek došlo ke zpustošení a vypálení a v následném období přešla ves pod Habsburky. V roce 1526 zdroje uvádí první dvě vápenky. Vápenný průmysl pak zapříčinil rozvoj vsí v následných stoletích. Za třicetileté války byla ves opět zpustošena. V roce 1708 přišla první pustošivá povodeň při které bylo zničeno 44 domů a zahynulo 126 lidí. Další velké povodně následovaly v letech 1755, 1797, 1804, 1813 a 1897. Do 17. století se datuje počátek těžby červeného mramoru (tzv. Wojcieszówký mramor). Do 18. století se datuje výstavba školy, ale také ničivý požár. V roce 1898 zde firma Tschirnhaus AG založila vápencový lom, který společně s cementárnou zaměstnal 900 lidí. Dochází tak k prudkému rozvoji vesnice, která byla nedlouho předtím sjednocena v jednu. S rozvojem průmyslu pak souvisí připojení lokality na železnici (v roce 1896), výstavbou elektrárny, vodovodu, kanalizace, pošty, nemocnice a domů pro dělníky. Konečně na počátku 20. století v roce 1926 byla postavena na řece Kačavě hráz, aby se předešlo dalším záplavám. Za druhé světové války zaměstnali nacisté v místních dolech sovětské a francouzské válečné vězně. Devátého května 1945 byla ves obsazena vojsky Rudé armády. V období komunismu se Wojcieszów dále rozvíjí, staví se další domy pro dělníky a v roce 1969 zde spouští svůj provoz továrny na plnění láhví minerální vodou prodávanou pod označením Wojcieszowjanka. Status města získala ves až v roce 1973.

## Památky
Mezi místní památky lze započítat kostel Nanebevzetí blahoslavené Panny Marie z druhé poloviny 14. století, evangelický kostel z roku 1754, palác v Dolním Wojcieszówě ze 17. století vystavěný na místě původní pevnosti s palácovou zahradou, palác v Horním Wojcieszówě z 16. století a kamenná šibenice ze 17. století nacházející se na úpatí kopce Trzciniec. Právě tato památka je nejzachovalejší památkou svého druhu v celém Dolnoslezském vojvodství.

## Galerie

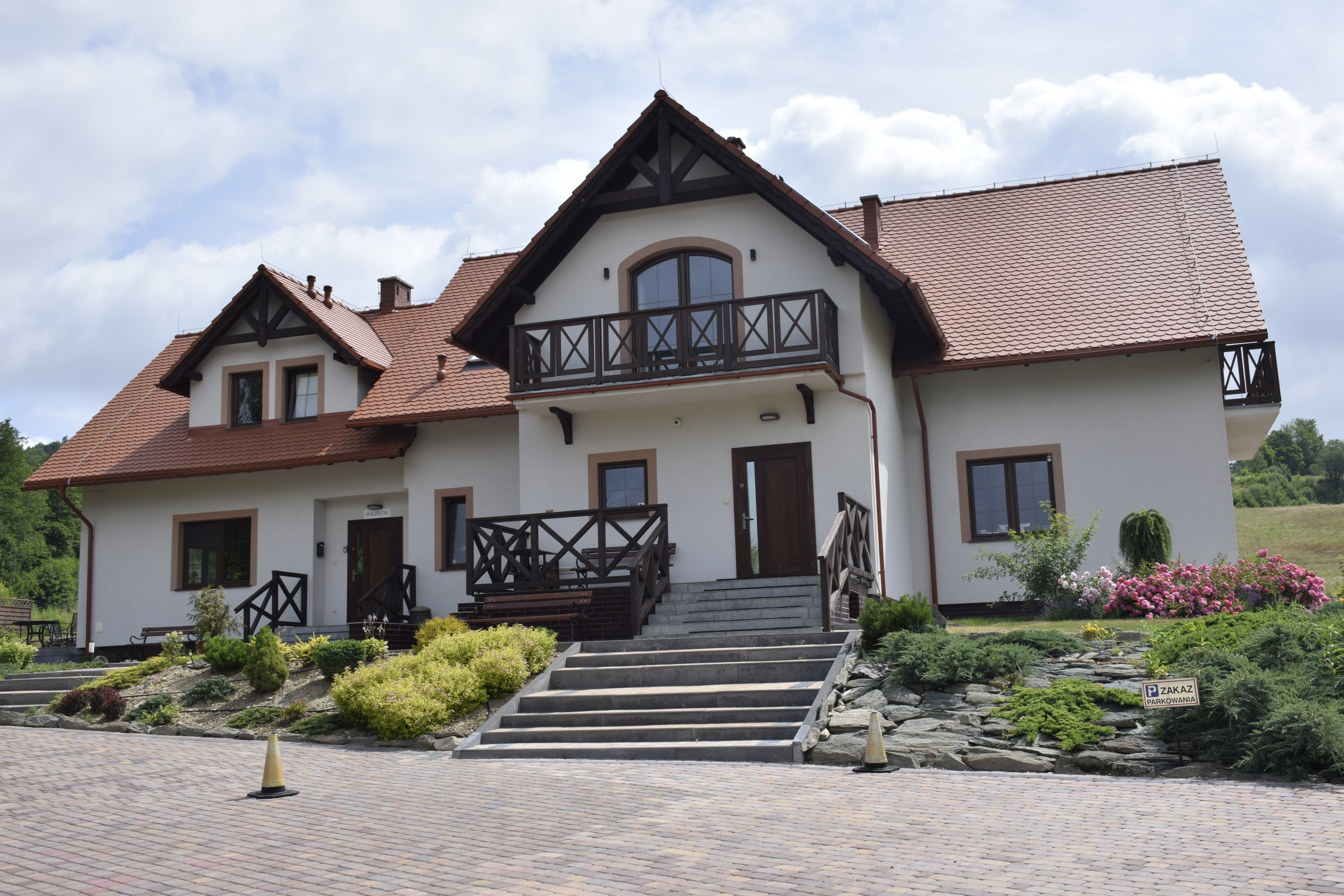
Novostavba
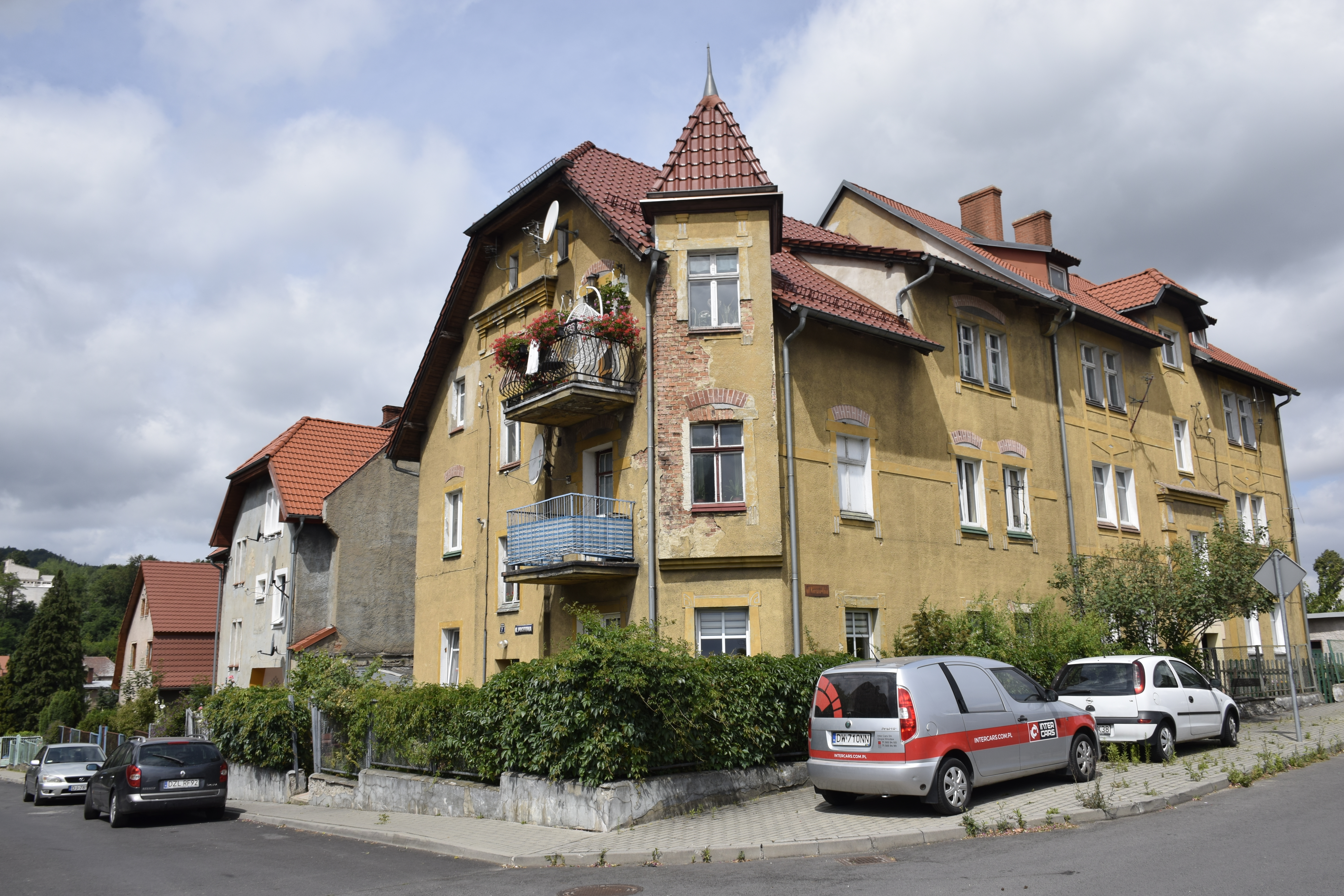
Starší dům z 19. století
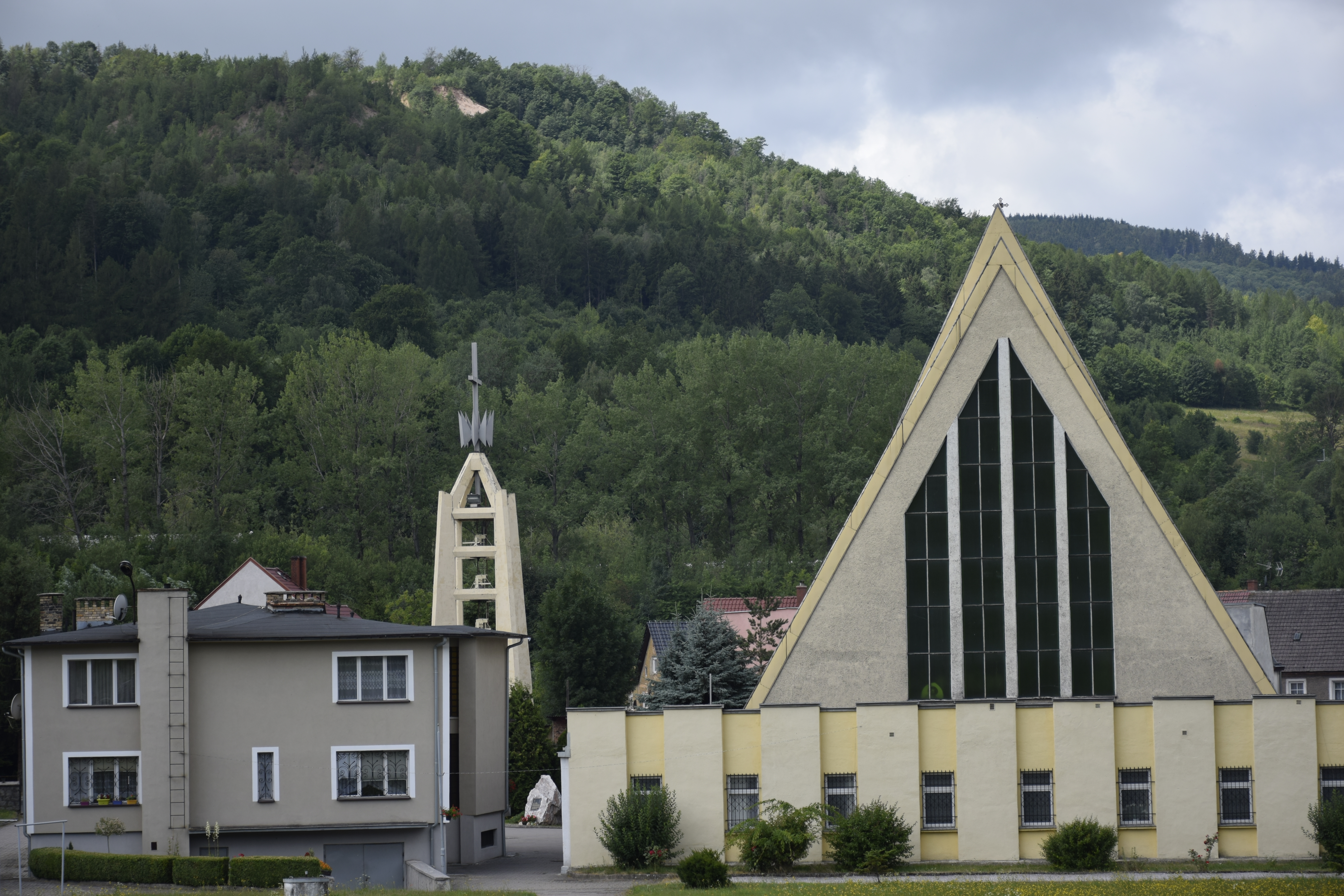
Nový betonový kostel
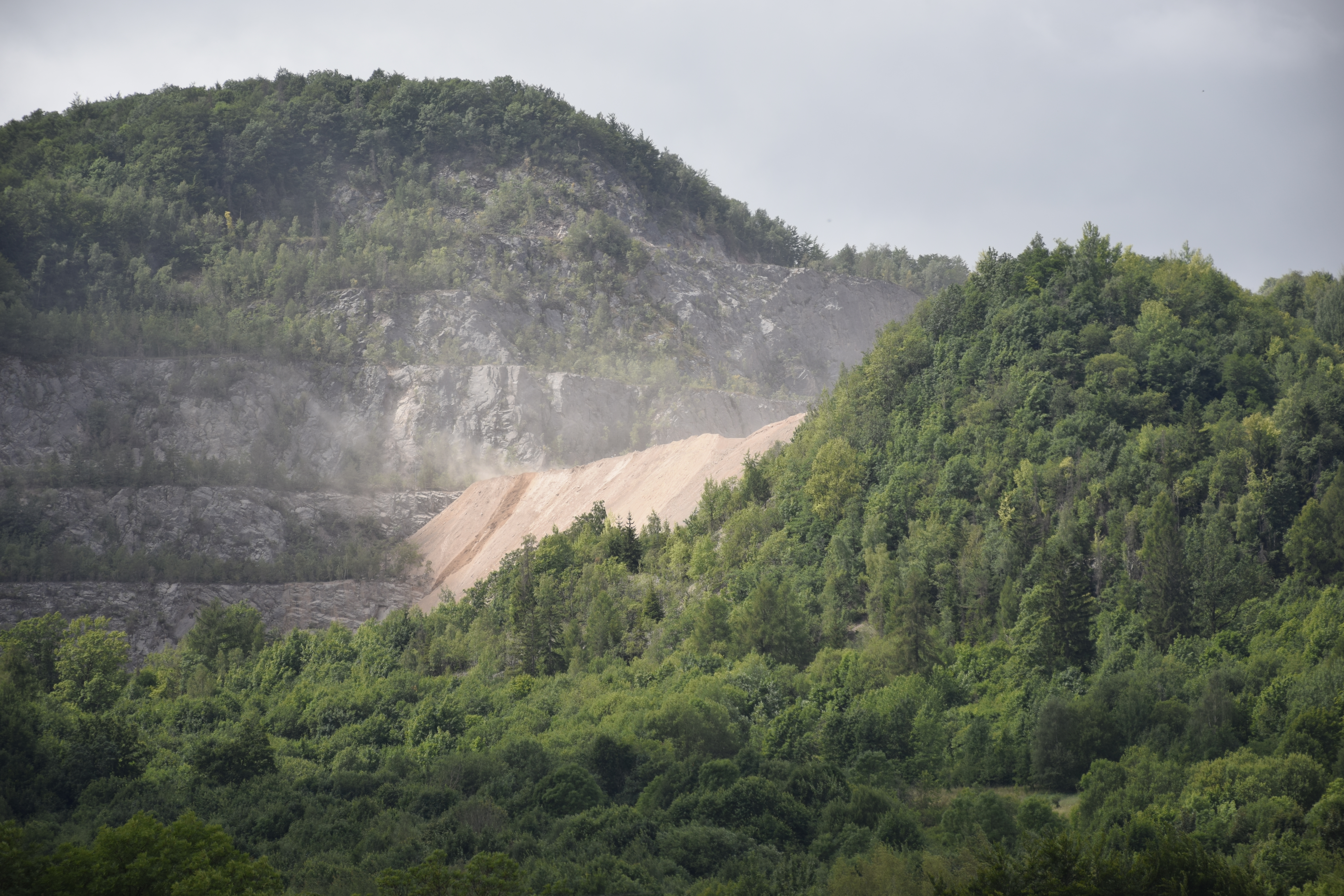
Vápencový lom
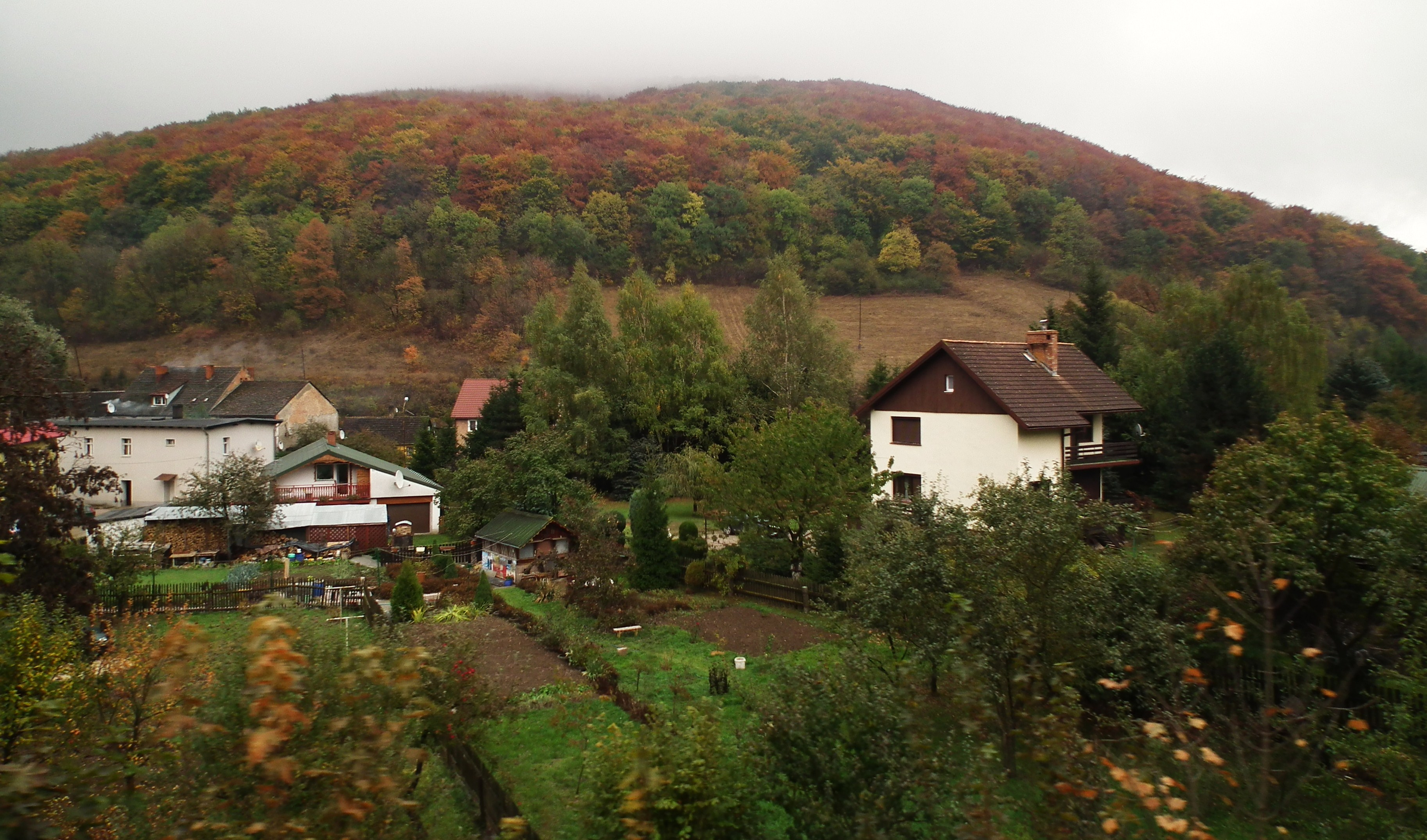
Podzim 2015
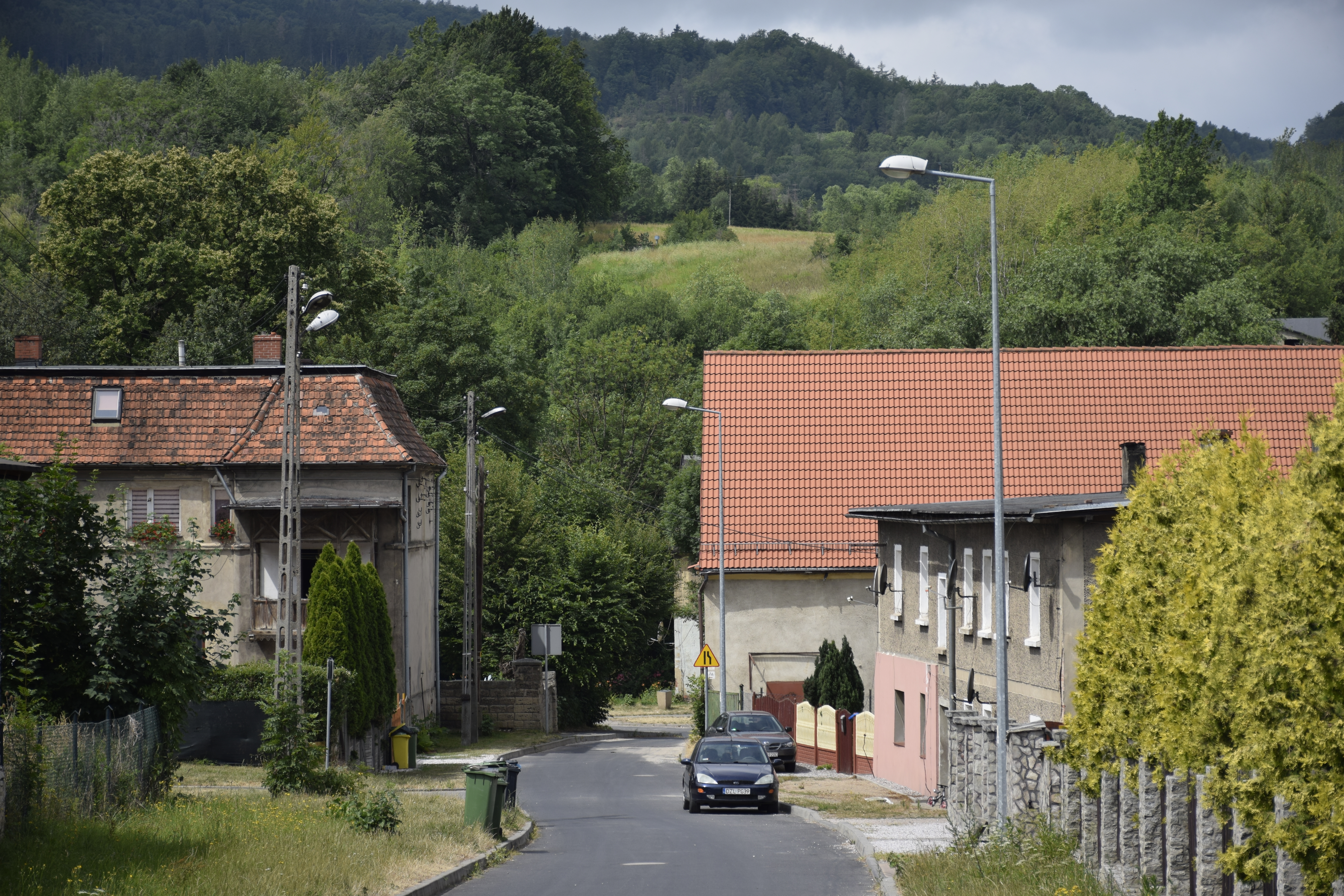
Jedna z ulic